# Magyarteleki-árok
A Magyarteleki-árok Magyartelektől északra ered, Baranya vármegyében. A patak forrásától kezdve déli irányban halad, egészen Magyartelekig, ahol beletorkollik a Pécsi-vízbe.
A Magyarteleki-árok vízgazdálkodási szempontból az Alsó-Duna jobb part Vízgyűjtő-tervezési alegység működési területéhez tartozik.

## Part menti települések
- Magyartelek